# Narzędzie dyskowe
Narzędzie Dyskowe – aplikacja narzędziowa dla dysków wbudowana w systemy z serii OS X.
Umożliwia partycjonowanie oraz formatowanie dysku twardego. Tworzy także obrazy dysków w formatach DMG, CDR, Sparse i ISO oraz konwertuje między formatami. Oprócz tego, umożliwia przywracanie dysków lub partycji z wcześniej utworzonych obrazów lub istniejących dysków, montowanie oraz wysuwanie płyt i partycji. Sprawdza także spójność dysków i zapewnia podstawowe funkcje odzyskiwania. Korzysta także z S.M.A.R.T. w celu zdiagnozowania stanu dysków.
Na stacjach roboczych Mac Pro umożliwia tworzenie macierzy RAID.

## Obsługiwane formaty
Narzędzie dyskowe obsługuje następujące systemy plików:
- Mac OS Extended (także kronikowany)
- Mac OS Extended (z rozróżnieniem wielkości liter w nazwach plików - także kronikowany)
- FAT32
- exFAT